# Esperantské předpony a přípony
| Esperanto |  |
| |  |
| Jazyk |  |
| |  |
| - Akademie esperanta - Gramatika - Slovníky - Esperantologie - Abeceda - Číslovky - Fundamento - lernu! - Letní škola esperanta                                                                             |  |
| |  |
| Organizace |  |
| |  |
| - UEA - TEJO - E@I - EEU - SAT - Český esperantský svaz - Česká esperantská mládež - Esperantské kluby - Katolíci                                                                                           |  |
| |  |
| Dějiny |  |
| |  |
| - Ludvík Lazar Zamenhof - Časová osa - Buloňská deklarace - Ido-schizma - Krize ata/ita - Neutrální Moresnet - Interhelpo - Pražský manifest - Bona Espero - Esperantské město                              |  |
| |  |
| Kultura |  |
| |  |
| - Esperantská setkání - Pasporta Servo - Hudba - Rozhlas - Finvenkismus - Homaranismus - Kabei - Politika - La Espero - Stelo - Symboly (vlajka) - UK - IJK - Esperantista - Rodilí mluvčí - Zamenhofův den |  |
| |  |
| Literatura |  |
| |  |
| - Autoři - Esperantské časopisy - Esperantské slovníky - PIV - Wikipedie - KAEST |  |
| |  |
| Úhly pohledu |  |
| |  |
| - Propedeutická hodnota - Srovnání s idem - Srovnání s interlinguou - Reformy - Odpor vůči esperantu |  |

Toto je seznam koncovek, předpon a přípon používaných v jazyku esperanto. Slova se pak vytvoří jednoduchým pospojováním s kořeny slov. Je však třeba upozornit na to, že v esperantu se nerozlišuje striktně mezi příponami, předponami a kořeny; předpony i přípony mohou být použity i jako slovní kořeny, ze kterých se dají odvozovat nová slova.

## Mluvnické koncovky
- -o podstatné jméno: fabriko továrna
- -a přídavné jméno: fabrika tovární
- -j množné číslo: fabrikoj továrny
- -n akuzativ (4.pád): fabrikon továrnu
- -jn množné číslo akuzativu: fabrikojn továrny
- -e příslovce: fabrike továrně
- -i infinitiv: fabriki vyrábět, vyrobit
- -as přítomný čas: mi fabrikas vyrábím
- -is minulý čas: mi fabrikis vyrobil jsem, vyráběl jsem
- -os budoucí čas: mi fabrikos budu vyrábět, vyrobím
- -us podmiňovací způsob: mi fabrikus vyrobil bych, vyráběl bych
- -u rozkazovací způsob: fabriku vyrob(te)

## Slovesná  příčestí
- -ant- činné přítomné: fabrikanta vyrábějící
- -int- činné minulé: fabrikinta vyrobivší
- -ont- činné budoucí: fabrikonta hodlající vyrábět
- -at- trpné přítomné: fabrikata vyráběný
- -it- trpné minulé: fabrikita vyrobený
- -ot- trpné budoucí: fabrikota mající být vyroben

## Číslovkové přípony
- -on- zlomek: duono polovina, duona poloviční, duonigi rozpůlit
- -obl- násobek: trioble třikrát (množství), triobligi ztrojnásobit
- -foj- časový údaj: trifoje třikrát, triafoje po třetí
- -op- hromadné: kvaropo čtveřice, pokvarope po čtveřicích

## Slovotvorné předpony
- al- k, ke: aldono přídavek, alveturi přijet
- ambaŭ- obou-: ambaŭmane obouručně, ambaŭflanke po obou stranách
- antaŭ- před: antaŭurbo předměstí, antaŭvidi předvídat
- anti- proti: antifaŝisto antifašista
- apud- vedle: apuddoma stojící u domu
- arki- arci-: arkiepiskopo arcibiskup, arkikanajlo arcilotr
- bo- spřízněnost sňatkem: bopatro tchán, bofilo zeť
- ĉe- u, při: ĉeesti zúčastnit se, ĉemane po ruce
- ĉef- hlavní: ĉefverko veledílo, ĉefepiskopo arcibiskup
- ĉi- tento: ĉijare letos, ĉiflanke na této straně
- ĉirkaŭ- okolo: ĉirkaŭpreni obejmout, ĉirkaŭvojo objížďka
- ĉiu- každo-: ĉiutage každodenně, ĉiuvespere každý večer
- de- od: defali odpadnout, desalti seskočit
- dis- rozptýlení: disŝiri roztrhat, disvojo rozcestí
- du- dvoj-: dulita dvoulůžkový, duparta dvojdílný
- dum- během: dumpaca mírový, za míru, dumviva doživotní
- duon- polo-: duontempo poločas, duonpatro nevlastní otec, duonfermita pordo pootevřené dveře
- egal- rovno-: egalbranĉa rovnoramenný, egalpezo rovnováha
- ek- začátek nebo krátkodobost: ekbrili vysvitnout (slunce), zazářit (blesk)
- eks- bývalý: eksministro bývalý ministr, exministr
- ekster- mimo, vně: eksterurba mimoměstský
- el- z, ven: eliri vyjít, ellerni naučit se
- en- do, dovnitř: eniri vejít, enkonduko úvod
- et- malo-: eturbo maloměsto, etburĝo maloměšťák
- fi- ošklivost, opovržení: fiodoro zápach, fihomo darebák
- fin- dokončení: finlerni doučit se, finskribi dopsat
- for- odstranění : forporti odnést, forsendi odeslat
- ge- oboje pohlaví: gefratoj sourozenci, gehundoj pes a fena
- grand- velko-: grandurbo velkoměsto, grandparte většinou
- ĝis- až do: ĝisnude donaha, ĝisatendi dočkat se
- inter- vzájemně: interkonsenti domluvit se, dohodnout
- ĵus- právě před chvílí: ĵusnaskito novorozeně
- kontraŭ- proti: kontraŭdiri protiřečit, namítat
- krom- vedlejší: krompago příplatek; kromĉaro přívěs
- kun- spolu, dohromady: kunveno schůze, kunporti vzít s sebou
- kvaron- čtvrt: kvaronhoro čtvrthodina, kvaronluno půlměsíc
- kvazaŭ- zdánlivý, jakoby: kvazaŭdiri naznačit, kvazaŭedzino družka
- laŭ- podle: laŭlonge podél, laŭvorte doslovně
- mal- opak: malamo nenávist, maljuna starý, malfermi otevřít
- mem- sebe: memmortigo sebevražda, memstudado samostatné studium
- mis- nedokonalost: misuzi zneužít, mlskompreno nedorozumění
- mult- mnoho: multjara mnohaletý, multflanka mnohostranný
- ne- popření: negranda neveliký, nematura nedospělý
- nov- novo-: novbakita novopečený, novedzo novomanžel
- okon- osminový: okonfinalo osmifinále, okonnoto osminová nota
- per- pomocí: perlabori vydělávat, perforto násilí
- plej- nejvíc: plejparto většina, plejaĝulo nejstarší občan
- plen- plný: plenmano hrst, plenluno úplněk
- pli- větší: plimulto většina, plibonigi zlepšit
- plur- více: plursenca víceznačný, plurvoĉa vícehlasný
- plus- nad: plusvaloro nadhodnota, plusgajno nadzisk
- po- po částech: pogranda ve velkém, pogrupe po skupinách
- por- pro někoho: porinfana dětský, porpaca mírový
- post- za, po: postmilita poválečný, postsekvo následek
- pra- pra-: praavo praděd, prahomo pračlověk
- preter- mimo, kolem: preteriri projít kolem, pretervidi přehlédnout
- pri- o: priplori oplakat, pripensi uvážit
- pro- kvůli, za: propeti přimlouvat se, prosit za někoho
- pseŭdo- nepravý: pseŭdonomo pseudonym
- re- znovu, opět: reverki přepracovat, resalti uskočit
- retro- pozpátku: retroiri jít pozpátku
- sat- dosyta: satdormi vyspat se, satludi vyhrát si
- sen- bez, odstranění: senlabora bezpracný, senostigi vykostit, senkulpa nevinný
- sia- svůj: siatempe svého času, sialoke na svém místě
- sin- sebe: sindona obětavý, singarda opatrný
- sub- pod, tajně: subskribo podpis, subridi smát se pod vousy
- super- nad: superflua nadbytečný, supernatura nadpřirozený
- sur- na: surhavi mít na sobě, surskribo nápis
- tele- dálkový: telegvidado dálkové řízení, telestudi dálkově studovat
- tra- skrze: trairi projít, traserĉi prohledat
- trans- přes: transsalti přeskočit, transmara zámořský
- tro- příliš: trodorlotita rozmazlený, troŝargita přetížený
- tut- celo-: tutmonda celosvětový, tutlegi celé přečíst
- unu- jedno-: unulita jednolůžkový, unuanime jednohlasně
- vic- zástupce, náhrada: vicreĝo místokrál, vicpeco náhradní díl
- vir- samec: virĉevalo hřebec, virbovo býk

## Slovotvorné přípony
- -aĉ- zhoršení významu: domaĉo barabizna, skribaĉi škrábat
- -ad- trvání: kuradi pobíhat, pafado střílení
- -aĵ- věc: novaĵo novinka, presaĵo tiskovina
- -am- mající rád: gastama pohostinný, muzikama hudbymilovný
- -an- obyvatel, člen: vilaĝano vesničan, klubano člen klubu
- -ar- souhrn: arbaro les, vortaro slovník, junularo mládež
- -arb- strom: pomarbo jabloň, ĉerizarbo třešeň
- -ĉj- mužské zdrobněliny: Joĉjo Pepík, paĉjo tatínek
- -ebl- možný: videbla viditelný, trinkebla pitný
- -ec- vlastnost: beleco krása, frateco bratrství
- -eg- zvětšení: pordego vrata, grandega obrovský
- -ej- dějiště: lernejo škola, kafejo kavárna
- -em- sklon k něčemu: plorema plačtivý, dormema ospalý
- -end- pasívní nutnost: skribenda letero dopis, který musí být napsán
- -er- částečka: neĝero sněhová vločka, lignero tříska
- -esk- podobný: japaneska v japonském stylu, vireska mužný
- -estr- vedoucí: urbestro starosta města
- -et- zmenšení: pordeto dvířka, ruĝeta načervenalý
- -hav- opatřený něčím: flugilhava okřídlený, truhava děravý
- -i- stát, věda: Francio Francie, diptomatio diplomacie
- -iĉ- mužské pohlaví (neoficiální): kuracistiĉo lékař–muž
- -id- potomek, mládě: reĝido kralevic, hundido štěně
- -ig- učinit: varmigi ohřát, dormigi uspat
- -iĝ- stát se: varmiĝi ohřát se, blindiĝi oslepnout
- -ik- nauka: poetiko poetika, informadiko informatika
- -il- nástroj: flugilo křídlo, kombilo hřeben
- -in- ženské pohlaví: reĝino královna, hundino fena
- -ind- hodný něčeho: laŭdinda chvályhodný
- -ing- nástrčka: kandelingo svícen, piedingo třmen, fingringo náprstek
- -ism- hnutí: socialismo socialismus, kubismo kubismus
- -ist- pracovník, stoupenec: laboristo dělník, futbalisto fotbalista, komunisto komunista
- -iv- schopnost: produktiva plodný, kreiva tvořivý
- -iz- aplikovat: najlizi pobít hřebíčky, gluizi potřít lepidlem
- -nj- ženské zdrobněliny: Manjo Máša, Mařenka, panjo maminka
- -oz- bohatý něčím: sabloza písčitý, herboza travnatý
- -plen- plný něčeho: dolorplena plný bolesti
- -riĉ- bohatý: sabloriĉa písčitý, florriĉa květnatý
- -tuk- šátek: tablotuko ubrus, buŝtuko ubrousek
- -uj- nádoba, strom, země: lavujo umyvadlo, pomujo jabloň, Anglujo Anglie
- -ul- osoba určité vlastnosti: junulo mladík, bonulo dobrák
- -um- přípona bez určitého významu: plenumi splnit, pendumi oběsit, kolumo límec, ventumilo vějíř